# Edward Dembowski

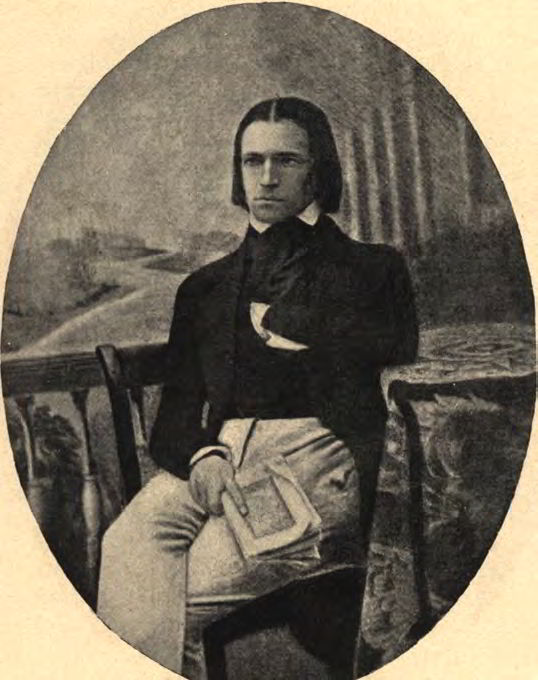
Edward Dembowski

Edward Dembowski (* 31. Mai 1822; † 27. Februar 1846) war ein polnischer Publizist, Philosoph und Revolutionär.
Der Sohn eines konservativen Kastellans in Kongresspolen wurde zum Anhänger des Junghegelianismus und Theoretiker der Agrarrevolution. Er gab die Zeitschrift Przegląd Naukowy heraus und entfaltete ab 1844 in Galizien eine rege konspirative Tätigkeit. 1846 gehörte er zu den maßgeblichen Führern des Krakauer Aufstandes und wurde Sekretär Jan Tyssowskis, der sich am 24. Februar zum Diktator ausgerufen hatte. Er war die treibende Kraft des Aufstandes in Krakau selbst und stellte innerhalb von drei Tagen eine Armee von sechstausend Freiwilligen auf. Um den Zug der von den Österreichern unterstützten ukrainischen Bauern auf Krakau aufzuhalten, organisierte er am 27. Februar eine Prozession mit Kirchenfahnen, in deren Verlauf er von österreichischen Truppen erschossen wurde.